# Râul Urlieșu, Olteț
- Pentru râul omolog, din bazinul râului Mureș, vedeți Râul Urlieșu, Sebeș,

Râul Urlieșu este un curs de apă, afluent de stânga al râului Olteț, care este - la rândul său - un afluent de dreapta râului Olt. 

## Generalități
Râul Urlieșu nu are afluenți semnificativi și nu trece prio nicio localitate.

## Hărți
- Harta județului Olt - Județul Olt